# 515 a.C.
Il 515 a.C. (DXV a.C. in numeri romani) è un anno  del VI secolo a.C.

## Eventi
- conquista di Dario I della Tracia
- terminata la costruzione del secondo Tempio di Gerusalemme